# Ascesso cerebrale
L'ascesso cerebrale è un ascesso causato da un'infiammazione e accumulo di materiale infetto che può originare da otiti o sinusiti (per contiguità) oppure da ascessi dentari, endocarditi, polmoniti (emboli settici).

## Sintomatologia
I sintomi possono includere: crisi epilettica, cefalea e, nei casi più gravi, ipertensione endocranica.

## Esami
La diagnosi si esegue per mezzo della TAC o con la RMN, mentre la terapia è antibiotica o neuro-chirurgica.

## Eziologia
Negli immunocompromessi gli ascessi sono multipli e per il 90% dei casi sono dovuti a toxoplasma e criptococco. Esistono anche altre cause che portano a tale manifestazione, come malattia delle ossa e del sistema nervoso centrale.